# Ypsolopha nigrofasciata
Ypsolopha nigrofasciata is een vlinder uit de familie van de spitskopmotten (Ypsolophidae). De wetenschappelijke naam van de soort is voor het eerst geldig gepubliceerd in 1977 door Yang.
De soort komt voor in China en het uiterste oosten van Rusland.